# Attleboro Springs Wildlife Sanctuary
Das Attleboro Springs Wildlife Sanctuary ist ein 117 Acres (47,3 ha) großes Schutzgebiet bei Attleboro im Bundesstaat Massachusetts der Vereinigten Staaten. Es wird von der Massachusetts Audubon Society verwaltet.

## Schutzgebiet
Der ehemalige Park eines Sanatoriums ist heute wieder mit natürlicher Vegetation bewachsen und bietet insbesondere in Waldgebieten lebenden Vögeln einen Lebensraum. Besuchern des Schutzgebiets stehen insgesamt 3 mi (4,8 km) Wanderwege zur Verfügung, von denen ein Teilbereich von 0,5 mi (0,8 km) barrierefrei zugänglich ist. Sie führen unter anderem an einem Rot-Ahorn-Sumpf sowie an einem Aufschluss mit dem regional vorkommenden Gesteinskonglomerat roxbury puddingstone vorbei.